# Lý Tông Nhân
Lý Tông Nhân (tiếng Trung: 李宗仁; sinh ngày 13 tháng 8 năm 1890 – mất ngày 30 tháng 1 năm 1969, tự Đức Lân (德鄰), là một lãnh chúa đầy quyền lực ở Quảng Tây và là chỉ huy quân sự có ảnh hưởng trong Quốc Dân Đảng trong suốt cuộc chiến tranh chống Nhật, Thế chiến hai. Ông làm Quyền Tổng thống của Trung Hoa Dân Quốc khi Tưởng Giới Thạch từ chức vào tháng 1 năm 1949.

## Tiểu sử

### Thời trẻ
Lý Tông Nhân sinh tại làng Tây Hương (西鄉村), gần Quế Lâm, Quảng Tây, là đứa con thứ hai trong một gia đình có 8 anh chị em. Cha của Lý, ông Lý Bồi Anh (李培英), là một hiệu trưởng trường làng. Sau khi học hành qua loa, Lý đăng ký vào một trường quân sự địa phương. Lý gia nhập Đồng minh hội của Tôn Dật Tiên năm 1910, nhưng lúc đó không hiểu gì mấy về mục tiêu cao cả hơn của Tôn là cải cách và thống nhất Trung Hoa. Quê hương Quảng Tây của Lý cũng là quê nhà của viên tướng Thái Bình Thiên Quốc Lý Tú Thành, mà Lý tự nhận là có quan hệ họ hàng.

### Khởi đầu binh nghiệp
Được sự dạy dỗ của Thái Ngạc, Lý tốt nghiệp trường thiếu sinh quân Quế Lâm và năm 1916 trở thành chỉ huy đại đội trong quân đội của quân phiệt Quảng Tây Lục Vinh Đình. Cấp trên trực tiếp của Lý là Lâm Hổ. Lục, Đốc quân Quảng Tây, vốn xuất thân thổ phỉ, vẫn ôm mộng mở rộng lãnh thổ sang các tỉnh láng giềng, nhất là Quảng Đông. Trong vài năm sau đó, Quảng Tây và Quảng Đông chìm trong hỗn chiến quân phiệt, nhiều vùng đất bị giành đi giật lại. Lục và phe đảng được gọi là Cựu Quế hệ. Trong một trận đánh với một quân phiệt khác tại Hồ Nam vào năm 1918, Lý được thăng chức tư lệnh tiểu đoàn nhờ lòng dũng cảm.
Năm 1921, Lý Tông Nhân theo Lâm Hổ và Lục Vinh Đình tấn công Quảng Đông lần thứ 2, giao chiến với lực lượng Trần Quýnh Minh. Sau khi Lục thảm bại, Lý chỉ huy lực lượng đoạn hậu khi quân Cựu Quế rút lui. Hầu hết các sĩ quan của Lâm Hổ xuất thân là thổ phỉ và dân quân địa phương từ các vùng dân tộc Tráng tại Quảng Đông. Trong chiến dịch này, nhiều sĩ quan của Lâm đem quân chạy sang hàng ngũ quân Quảng Đông. Trước nguy cơ bị tiêu diệt, tiểu đoàn của Lý Tông Nhân chỉ còn lại một nghìn người và phải trốn chui trốn lủi mới thoát được.

### Lên nắm quyền
Sau thất bại của Lục, lực lượng của ông ta tan rã thành những đơn vị độc lập, có nhiều nhóm quay lại làm thổ phỉ để tồn tại. Các nhà truyền giáo và nhà hoạt động từ thiện nước ngoài tại Quảng Tây thời đó kể lại rằng thổ phỉ tại Quảng Tây hoành hành dữ dội, tự do cướp bóc lương thực và tài sản từ những ngôi làng không được bảo vệ, cũng như giết người và ăn thịt người công khai để đòi tiền chuộc từ những người bị họ bắt cóc. Lý, ngược lại với lũ thổ phỉ kia, bắt đầu xây dựng một đội quân chuyên nghiệp để đối phó với đám thổ phỉ hay dân quân người Tráng mà Lục Vinh Đình sử dụng. Lý gia nhập Quốc dân đảng của Tôn Dật Tiên sau khi Tôn lập căn cứ tại Quảng Đông.
Khi Quảng Tây chìm trong hỗn loạn, Lý trở thành một quân phiệt độc lập kiểm soát một vài huyện trên biên giới Quảng Đông, và có thêm một đồng minh, cũng là bạn học cũ là Hoàng Thiệu Hồng. Liên minh Lý - Hoàng nổi tiếng vì dẹp trừ được thổ phỉ và những cuộc xung đột lẻ tẻ trong khu vực của họ, vốn tràn lan khắp Quảng Tây thời ấy. Năm 1924, trong khi Lục bị bao vây tại Quế Lâm, Lý và các đồng minh nhẹ nhàng chiếm được thủ phủ Nam Ninh. Lục phải trốn sang Đông Dương thuộc Pháp. Tháng sau, Tôn Dật Tiên chính thức công nhận chủ quyền của Lý Tông Nhân và các đồng minh, Hoàng Thiệu Hồng và Bạch Sùng Hy, tại Quảng Tây. Họ trở thành Tân Quế hệ.

### Tướng lĩnh Quốc dân đảng
Lý tái tổ chức lực lượng của mình thành "Quân bình định Quảng Tây". Lý Tông Nhân giữ chức Tổng tư lệnh, Hoàng Thiệu Hồng là Phó tư lệnh, và Bạch Sùng Hy là Tham mưu trưởng. Tới tháng 8, họ đã đánh đuổi tất cả các thế lực khác khỏi tỉnh. Lý Tông Nhân giữ chức Đốc quân Quảng Tây từ 1924–25, và từ 1925-49 vẫn có ảnh hưởng lớn tại Quảng Tây.
Năm 1926, Lý gia nhập lực lượng Quốc dân đảng, nhưng vẫn nắm quyền chỉ huy quân của mình. Một cố vấn Xô viết được phái tới Quảng Tây, và lực lượng của Lý được đổi tên thành Tập đoàn quân 7. Lý sau đó tham gia Chiến tranh Bắc phạt, giữ chức Tư lệnh Tập đoàn quân 4, bao gồm quân đội từ Quảng Tây và các tỉnh khác, với 16 quân đoàn và 6 sư đoàn độc lập.
Thắng lợi đầu tiên của Lý trên cương vị tướng lĩnh Quốc dân là ở Hồ Nam, tại đây ông đánh bại quân phiệt Ngô Bội Phu trong hai trận liền và chiếm được thủ phủ Vũ Hán vào năm 1926. Sau những chiến thắng này, Lý trở nên nổi tiếng trong Quốc dân đảng, đội quân của ông có biệt danh "Binh đoàn bay" và "Binh đoàn Thép". Khi Uông Tinh Vệ thành lập chính phủ thiên tả tại Vũ Hán, Borodin tìm cách kêu gọi Lý gia nhập phe Cộng sản, nhưng Lý quyết định trung thành với Tưởng Giới Thạch, và từ chối.
Bất chấp ý kiến của các cố vấn Liên Xô, Lý vượt sông Dương Tử tấn công quân phiệt Tôn Truyền Phương. Tôn là thủ lĩnh của "Đồng minh 5 tỉnh" (Chiết Giang, Phúc Kiến, Giang Tô, An Huy, và Giang Tây), ngăn chặn Tưởng tiến vào Giang Tây. Lý đánh bại được Tôn trong 3 trận đánh, chiếm được lãnh thổ của ông ta cho Quốc dân đảng.
Đến thời điểm Lý Tông Nhân đánh bại Tôn Truyền Phương, Lý đã trở thành một tướng lĩnh nổi tiếng chống cộng và ngờ vực hành động của Comintern tại Trung Hoa, và đội quân của ông là một trong số ít những đơn vị Quốc dân đảng nằm ngoài ảnh hưởng của cộng sản. Sau khi giành được sự ủng hộ của Lý, Tưởng điều động quân đội của ông đến thủ đô mới Nam Kinh. Tưởng tiếp tục sử dụng quân Quảng Tây của Lý để thanh trừng chính Sư đoàn 1 thân cộng sản dưới tay mình. Trong cuộc khủng bố trắng sau đó, hàng nghìn người bị tình nghi là cộng sản đã bị xử tử. Đồng minh thân cận của ông là Bạch Sùng Hy cũng đóng vai trò rất quan trọng trong vụ này.
Tháng 4 năm 1928, Lý Tông Nhân và Bạch Sùng Hy chỉ huy Tập đoàn quân 4 tiến về Bắc Kinh, và tới ngày 1 tháng 6 chiếm được Hàm Đan, Bảo Định và Thạch Gia Trang. Trương Tác Lâm rút khỏi Bắc Kinh vào ngày 3 tháng 6, và Lý chiếm dễ dàng chiếm được Bắc Kinh và Thiên Tân.
Sau khi chính quyền Vũ Hán của Uông Tinh Vệ sụp đổ và Liên Xô rút hết cố vấn, Lý trở thành một trong năm ủy viên Ủy ban Chính trị Quốc dân đảng được thành lập để cai trị các vùng lãnh thổ Quốc dân đảng, đặt tại Vũ Hán. Tháng 1 năm 1929, Lý bãi nhiệm một viên chức tại Hồ Nam do chính phủ Nam Kinh phái đến; lo sợ bị trả thù, ông trốn đến khu tô giới Thượng Hải. Tưởng sau đó dàn xếp để loại bỏ Lý, Bạch Sùng Hy và Hoàng Thiệu Hồng khỏi mọi vị trí trong đảng và chính quyền.

### Trở lại Quảng Tây
Sau khi cắt đứt với Tưởng Giới Thạch, Lý Tông Nhân trở về Quảng Tây, tập trung sức lực vào việc cai trị tỉnh này và giành được một số thành công. Năm 1929, Lý ủng hộ quân phiệt Sơn Tây Diêm Tích Sơn trong nỗ lực thành lập một chính phủ trung ương tại Bắc Kinh, dẫn đến Đại chiến Trung Nguyên. Lý dẫn quân mưu tái chiếm Hồ Nam, nhưng chỉ đến được Nhạc Dương về phía bắc, trước khi Tưởng đánh bại Diêm và đồng minh Phùng Ngọc Tường, buộc Lý rút về Quảng Tây.
Sau thất bại của Diêm trong Đại chiến Trung Nguyên, Lý lại liên minh với Trần Tế Đường sau khi Trần trở thành Chủ tịch Chính phủ tỉnh Quảng Đông năm 1931, và chuẩn bị giao chiến với Tưởng Giới Thạch. Một cuộc nội chiến khác có thể đã nổ ra nếu Nhật không xâm lược Mãn Châu, thúc đẩy Lý và Tưởng chấm dứt thù địch và liên kết chống Nhật.

### Chiến tranh Trung-Nhật

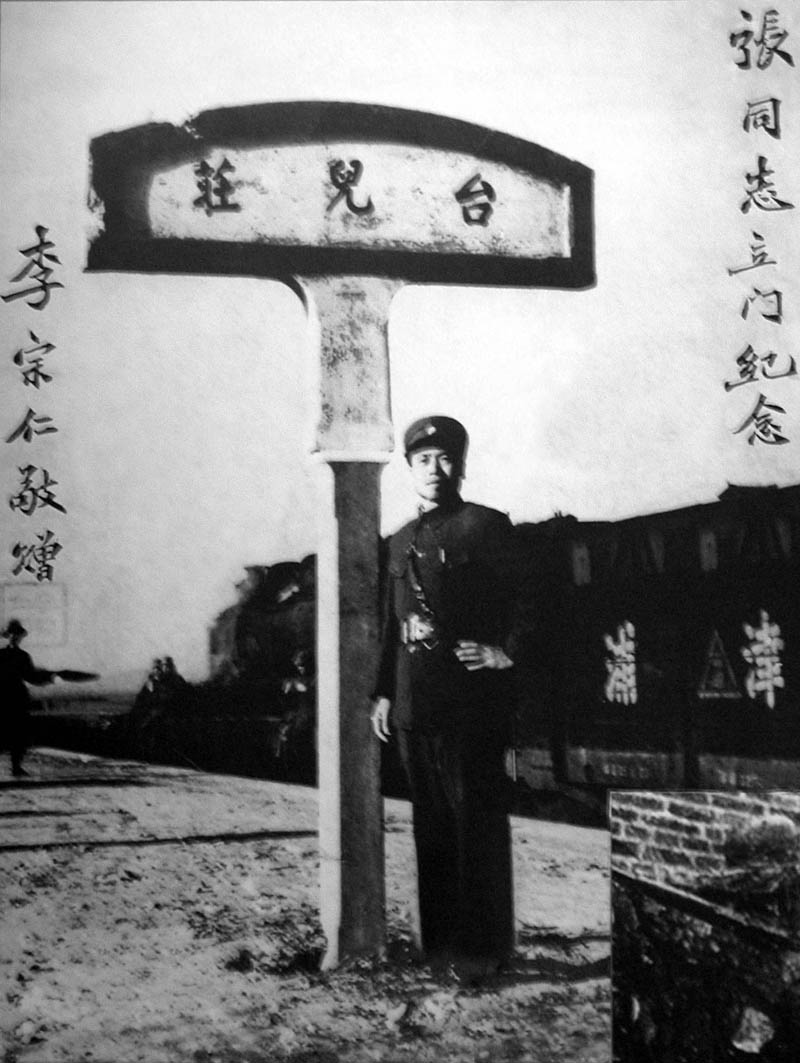
Lý Tông Nhân tại Đài Nhi Trang.

Năm 1937, chiến tranh toàn diện giữa Nhật Bản và Trung Hoa bùng nổ, mở màn Chiến tranh Trung-Nhật (1937–1945). Tưởng Giới Thạch bổ nhiệm Lý làm Chủ nhiệm Quân khu 5, hi vọng những kinh nghiệm quân sự của ông sẽ giúp ích cho chiến tranh. Lý giao chiến với quân Nhật lần đầu tiên trong Trận Đài Nhi Trang năm 1938, sau khi lãnh tụ cộng sản Chu Ân Lai (lúc này đang hợp tác với phe Quốc dân trong Mặt trận thống nhất), tán dương Lý là một trong những chỉ huy Quốc dân đảng tài ba nhất và sử dụng ảnh hưởng của mình để ủng hộ bổ nhiệm Lý làm tư lệnh chung, dù Tưởng phản đối vì nghi ngờ lòng trung thành của Lý.
Chiến dịch phòng thủ Đài Nhi Trang do Lý chỉ huy là một thắng lợi quan trọng cho quân Quốc dân đảng, giết chết 20,000-30,000 quân Nhật và thu giữ một lượng lớn quân nhu vật tư. Thắng lợi Đài Nhi Trang có công rất lớn của Lý, với chiến thuật và kế hoạch hợp lý, ông đã dụ được quân Nhật vào một cái bẫy và tiêu diệt chúng. Trận Đài Nhi Trang là một trong những chiến thắng lớn đầu tiên của quân Trung Hoa trước quân Nhật, cho thấy rằng với vũ khí và lãnh đạo tốt, họ hoàn toàn có thể kháng cự được. Lý sau đó tiếp tục tham dự Trận Từ Châu, Trận Vũ Hán, Trận Tùy Huyện-Táo Dương, Chiến dịch mùa đông 1939-40, Trận Táo Dương-Nghi Xương, Chiến dịch Hán Trung, và Trận Dự Nam.
Từ năm 1943 – 1945, Lý giữ chức Chủ nhiệm Tổng hành dinh của Tưởng. Đây chỉ là chức vụ hữu danh vô thực. Lý rất bất mãn và thường xuyên phàn nàn về việc này.

### Nội chiến Trung Hoa

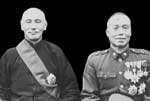
Lý Tông Nhân và Tưởng Giới Thạch.

Sau chiến tranh, Lý được giao chức Chủ nhiệm Hành dinh Bắc Bình từ năm 1945 - 1947. Đây cũng chỉ là chức vụ hữu danh vô thực, và Lý kể như bị bỏ qua trong suốt giai đoạn đầu Nội chiến Trung Hoa.
Ngày 28 tháng 4 năm 1948, Lý được Quốc dân Đại hội bầu làm Phó tổng thống, chỉ năm ngày sau khi đối thủ chính trị của ông Tưởng Giới Thạch trở thành Tổng thống. (Tưởng ủng hộ Tôn Khoa cho chức vụ Phó tổng thống.) Tưởng từ chức vào năm sau, vào ngày 21 tháng 1 năm 1949, sau một loạt những thất bại chiến lược trước quân Cộng sản Trung Hoa tại Hoa Bắc, và Lý nhậm chức Quyền Tổng thống vào hôm sau.
Sau khi Tưởng từ chức, Mao Trạch Đông tạm thời ngừng tấn công vào lãnh thổ Quốc dân đảng, tiến hành đàm phán về sự đầu hàng của Quốc dân đảng. Yêu cầu 8 điểm của Mao để chấm dứt nội chiến bao gồm:
1. Trừng phạt tội phạm chiến tranh (Tưởng Giới Thạch được xem là tội phạm số 1)[12]
2. Hủy bỏ Hiến pháp 1947;
3. Hủy bỏ pháp luật Quốc dân đảng;
4. Tái tổ chức quân đội Quốc dân;
5. Tịch thu tài sản của các quan chức;
6. Cải cách ruộng đất;
7. Hủy bỏ các hòa ước bán nước;
8. Triệu tập Hội nghị Chính trị hiệp thương toàn quốc để bầu ra một chính phủ liên hiệp dân chủ.

Hiểu rằng chấp nhận những yêu sách này cũng có nghĩa là đem Trung Hoa hai tay dâng cho Đảng Cộng sản, Lý tìm cách giảm nhẹ những điều khoản này. Đến tháng 4 năm 1949, khi phe Cộng sản nhận ra rằng Lý sẽ không chấp nhận yêu sách của họ, họ ra tối hậu thư ép ông phải chấp nhận yêu sách trong 5 ngày. Khi Lý từ chối, quân Cộng sản tiếp tục tấn công.
Nỗ lực đàm phán của Lý với Cộng sản bị một số đảng viên cao cấp Quốc dân đảng xem là "nhu nhược", và tăng thêm căng thẳng giữa Lý và Tưởng. Lý nỗ lực đàm phán với phe Cộng sản để đạt được thỏa thuận dựa trên Chính sách hòa bình 7 điểm của ông, bao gồm:
1. Các "bộ tư lệnh tiễu phỉ" (剿總) do các sĩ quan quân đội chỉ huy
2. Các mệnh lệnh phải khoan dung hơn
3. Giải tán các đơn vị đặc nhiệm chống cộng (戡亂建國總隊)
4. Thả tù chính trị
5. Cho phép tự do báo chí
6. Loại bỏ nhục hình
7. Chấm dứt việc bắt người phi pháp

Những nỗ lực thực hiện 7 điểm của Lý bị phe Tưởng chống đối, và chỉ nằm trên giấy tờ. Tưởng còn chiếm giữ và chuyển sang Đài Loan hơn 200 triệu dollar vàng và tiền mặt vốn thuộc về chính phủ trung ương mà Lý rất cần để trang trải kinh phí cho chính quyền. Khi quân Cộng sản chiếm được Nam Kinh vào tháng 4 năm 1949, Lý từ chối cùng chính phủ trung ương rút về Quảng Đông, mà lại trở về Quảng Tây để thể hiện thái sự bất mãn cực độ với Tưởng.
Cựu quân phiệt Diêm Tích Sơn nhanh chóng nhúng tay vào mâu thuẫn Tưởng-Lý, nỗ lực hòa giải 2 người để cùng chống lại cộng sản. Theo lời mời của Tưởng, Diêm đến gặp Lý để thuyết phục ông không lui về ở ẩn. Diêm đã bật khóc khi nói về việc Sơn Tây quê hương Diêm rơi vào tay cộng sản, và cảnh báo Lý rằng lý tưởng Quốc dân sẽ thất bại nếu Lý không đi Quảng Đông. Lý đồng ý trở lại với điều kiện là Tưởng giao nộp số tài sản vốn thuộc về chính phủ trung ương, và rằng Tưởng phải chấm dứt những hành động vượt quyền ông. Sau khi Diêm chuyển những yêu cầu này cho Tưởng và ông ta đồng ý, Lý lên đường đi Quảng Đông.
Tại Quảng Đông, Lý nỗ lực thành lập một chính phủ mới gồm cả hai phe thân Tưởng và chống Tưởng. Lựa chọn đầu tiên cho chức vụ Thủ tướng là Chu Cheng, một đảng viên kỳ cựu đang lưu vong do chống đối Tưởng mạnh mẽ. Do bị Lập pháp viện bác bỏ, Lý buộc phải lựa chọn Diêm Tích Sơn. Diêm vốn là người uyển chuyển, làm vừa lòng mọi người, nên được Tưởng ủng hộ dễ dàng.
Xung đột Tưởng-Lý vẫn tiếp diễn. Dù đã hứa sẽ giao trả số tài sản đã chuyển ra Đài Loan, Tưởng dù một phần nhỏ cũng không chịu giao nộp. Không có vàng hay ngoại tệ, tiền do Lý và Diêm ban hành chỉ là giấy vụn.
Dù không còn giữ chức vụ chính thức nào trong chính quyền, Tưởng vẫn ra lệnh cho quân đội, và rất nhiều sĩ quan tiếp tục trung thành với Tưởng. Không phối hợp được các lực lượng Quốc dân đảng, Lý buộc phải quay sang một kế hoạch phòng thủ mà ông đã soạn thảo từ năm 1948. Thay vì cố gắng phòng thủ toàn Hoa Nam, Lý ra lệnh rút toàn bộ lực lượng về Quảng Tây và Quảng Đông, hi vọng dựa vào quân số và địa hình để phòng thủ tại đây. Mục tiêu của chiến lược này là để giữ được một chỗ đứng trên đại lục, với hi vọng rằng Hoa Kỳ sẽ buộc phải can thiệp vào nội chiến tại Trung Hoa.
Tưởng phản đối kế hoạch này vì nó sẽ đặt hầu hết những lực lượng trung thành với Tưởng dưới quyền Lý và những kẻ thù của Tưởng trong chính phủ trung ương. Để dập tắt sự chống đối của Tưởng, Lý bắt đầu loại bỏ các thân tín của Tưởng trong chính phủ trung ương. Diêm Tích Sơn vẫn trung dung giữa hai phe, khiến cả hai phe đều nghi ngờ ông ta. Do mâu thuẫn giữa Tưởng và Lý, Tưởng từ chối cho quân của ông ta hỗ trợ phòng thủ Quảng Tây và Quảng Đông, và Quảng Đông rơi vào tay quân Cộng sản vào tháng 10 năm 1949.

### Lưu vong
Sau khi mất Quảng Đông, Tưởng dời chính phủ về Trùng Khánh, còn Lý từ bỏ quyền lực và sang New York chữa bệnh tại Bệnh viện Đại học Columbia. Lý cũng viếng thăm Tổng thống Hoa Kỳ Harry S. Truman, và lên án Tưởng là một kẻ "độc tài" và "tiếm quyền." Lý thề rằng ông sẽ "đập tan" thế lực của Tưởng một khi ông trở về Trung Hoa.
Các tuyến phòng thủ của Quốc dân đảng tiếp tục tan vỡ. Tướng Hồ Tông Nam phớt lờ các mệnh lệnh của Lý, khiến viên tướng Hồi giáo Mã Hồng Quỳ tức giận. Mã Hồng Quỳ đánh điện cho Lý xin từ chức, rồi bay sang Đài Loan, giao mọi chức vụ cho người em họ Mã Hồng Tân.
Tháng 12 năm 1949, Trùng Khánh thất thủ, Tưởng dời chính phủ về Đài Bắc, nhưng ông ta không chính thức tái nhiệm cho tới ngày 1 tháng 3 năm 1950. Tháng 1 năm 1952, Tưởng ra lệnh cho Giám sát viện, đã dời về Đài Loan, buộc tội Lý trong vụ "Lý Tông Nhân không hoàn thành nhiệm vụ do có hành động sai trái" (李宗仁違法失職案), và chính thức cách chức Phó tổng thống của Lý vào tháng 3 năm 1954.

### Trở về Trung Hoa
Lý trở về đại lục vào ngày 20 tháng 7 năm 1965 với sự ủng hộ của Chu Ân Lai. Sự trở về của Lý được chính phủ cộng sản sử dụng để kêu gọi các đảng viên Quốc dân khác trở về. Lý mất vì ung thư tá tràng tại Bắc Kinh ở tuổi 78, trong thời kỳ đen tối nhất của Cách mạng Văn hóa do Mao Trạch Đông phát động.
Sự trở về của Lý được những người cộng sản xem là "trở về với Tổ quốc trong nụ cười", tương tự như sự "thay đổi" của cựu hoàng Phổ Nghi nhà Thanh. Tới ngày nay, một số đảng viên Quốc dân vẫn xem ông là một kẻ phản bội lý tưởng dân chủ.

## Đời tư
Trong suốt sự nghiệp, Lý nổi tiếng là một nhà quân sự hăng hái và rất thù ghét giới trí thức, nhưng cũng là người rất liêm chính. Ông cũng không ưa gì âm nhạc. Giống như nhiều lãnh tụ Trung Hoa trong thập niên 1930, Lý từng rất hâm mộ
chủ nghĩa phát xít châu Âu, coi đó là giải pháp cho những vấn đề của một Trung Hoa một thời kiêu hãnh nhưng nay suy yếu vì những vấn đề trong và ngoài nước. Những chuẩn mực đạo đức do bản thân ông đúc kết từ Nho giáo. Sau khi cắt đứt với Tưởng Giới Thạch năm 1929, Lý thường bộc lộ sự khủng hoảng lòng yêu nước. Lý cũng thần tượng sử gia Anh Edward Gibbon (1737–94) và công trình nổi tiếng Sự suy sụp và tan vỡ của Đế quốc Roma.
Lý và đồng minh thân cận, viên tướng Hồi giáo Bạch Sùng Hy, rất gắn bó trong những vấn đề chính trị và quân sự. Họ còn có biệt danh Lý Bạch (李白), đặt theo tên một nhà thơ nổi tiếng.
Lý kết hôn với bà Lý Tú Văn (李秀文) năm 20 tuổi trong một cuộc hôn nhân được xếp đặt sẵn, nhưng họ nhanh chóng li hôn. Hai người có một con trai, Lý Ấu Lâm (李幼鄰). Năm 1924, Lý kết hôn với bà Quách Đức Khiết (郭德潔), bà mất vì ung thư vú không lâu sau khi họ trở về Bắc Kinh. Lý và Quách có một con trai: Lý Chí Thánh (李志聖). Lý sau đó tái hôn lần nữa với bà Hồ Hữu Tùng (胡友松), trẻ hơn ông đến 48 tuổi. Hồ đổi tên thành Vương Hỷ (王曦) sau khi Lý chết và tái hôn.
Lý cũng cùng viết quyển Hồi ký Lý Tông Nhân với sử gia Đường Đức Cương (唐德剛). Hồi ức của Lý rất có giá trị vì những chỉ trích mạnh mẽ đối với Tưởng Giới Thạch và những phân tích về thất bại chiến lược của Nhật tại Trung Hoa. Một tài liệu khác về cuộc đời Lý nhưng ít phổ biến hơn là quyển tiểu sử My Trusted Aide (Wode Gugong), do người họ hàng xa Namgo Chai của Lý chấp bút.